# Mémorandum des Caraïbes
Le Mémorandum d'entente des Caraïbes sur le contrôle des navires au titre de l'Etat du port (Caribbean Mou) est une organisation internationale à vocation régionale ayant pour but d'organiser et d'harmoniser les inspections par l'Etat du Port sur les navires accostant dans les états membres.
La possibilité d'inspecter les navires sous pavillon étranger a été formalisée par la Convention de Montégo Bay de 1982 puis différents textes de l'OMI (Organisation maritime internationale) ont permis de préciser l’étendue du champ de compétence des inspecteurs habilités. Il s'agit pour eux de vérifier la conformité du navire vis-à-vis des réglementations internationales sur des plans à la fois techniques (SOLAS), liés à la prévention de la pollution (MARPOL), à la gestion de la sécurité (ISM), de la sûreté (ISPS) ainsi que les conditions de vie à bord (MLC). Afin de promouvoir la coopération régionale pour le partage de la tâche des navires à inspecter ainsi que l’échange d'informations, l'OMI a encouragé la création d'ententes régionales. A l'image des deux principaux que sont le Paris Mou (zone Europe et Est-Canada) ainsi que le Tokyo Mou (zone Asie-Pacifique), le Mémorandum des Caraïbes vit le jour le 9 février 1996 à la Barbade et compte actuellement vingt Etats membres parmi lesquels les Pays-Bas et la France via les territoires ultramarins avec pour ambition d'éliminer l’exploitation de navires sous-normes à travers un système harmonisé de contrôle par l’Etat du port. 
Pour la France, c'est le Centre de Sécurité des Navires Antilles - Guyane à compétence régionale qui est chargé de réaliser ces contrôles et de participer aux travaux de cette organisation ainsi que de promouvoir la coopération via des actions conjointes avec les pays riverains de ces départements et territoires d'outre-mer,.

## Liens Externes
- (en) https://www.caribbeanmou.org/ (site officiel)
- (en) https://jis.gov.jm/features/port-state-control-ensuring-compliance-with-international-maritime-standards/
- « Sécurité des navires : coopération avec la Dominique » , sur franceantilles.fr, France-Antilles Martinique, 24 juin 2022 (consulté le 1er novembre 2023)
- « Mieux prévenir accidents et pollutions marines » , sur franceantilles.fr, France-Antilles Martinique, 27 avril 2016 (consulté le 1er novembre 2023)
- (nl) https://www.dbsuriname.com/2021/11/30/mas-weer-gekozen-tot-voorzitter-van-caribbean-mou-on-port-state-control/
- https://lemarin.ouest-france.fr/secteurs-activites/shipping/la-france-renforce-la-securite-des-navires-dans-les-caraibes-48404